# Triggerfinger
«Con el dedo en el gatillo» —título original en inglés: «Triggerfinger»— es el noveno episodio de la segunda temporada de la serie de televisión de terror posapocalíptica The Walking Dead. Se estrenó en AMC en Estados Unidos el 19 de febrero de 2012. En el episodio, Rick Grimes (Andrew Lincoln) toma acciones contra un grupo de maleantes e inician un enfrentamiento entre su grupo, con los maleantes Dave (Michael Raymond-James) y Tony (Aaron Muñoz) y varios de sus hombres y los caminantes cerca. Mientras tanto, Shane Walsh (Jon Bernthal) decide salvar a Lori Grimes (Sarah Wayne Callies), que ha sido herida en un accidente de automóvil.

## Trama
Lori Grimes, después de haber tenido un  accidente automovilístico mientras intentaba encontrar a Rick, se defiende de dos caminantes y se dirige hacia la ciudad. De regreso a la granja Greene, el resto del grupo descubre la ausencia de Lori. Carol Peletier intenta pedirle a Daryl Dixon que vaya a buscar a Lori, pero descubre que él fue quien la dejó ir sola a buscar a Rick y ya no desea ser el "chico de los recados" de nadie. Daryl reprende a Carol por no ocuparse de sus propios asuntos. Carol se va para buscar a Shane Walsh y le explica la ausencia de Lori. Shane logra encontrarla y le miente diciéndole que Rick ha regresado a la granja para que ella regrese con él. Cuando regresan a la granja y Rick aún no está allí, Shane le admite a Lori que estaba más preocupado por su hijo por nacer y sin darse cuenta le reveló su embarazo al resto del grupo. Mientras tanto, Andrea consuela a la hija de Hershel Maggie y le dice que sea fuerte por su hermana, Beth, que todavía está en un 
estado depresivo.
En la ciudad, Rick, Hershel Greene y Glenn se preparan para irse después de derribar a Dave y Tony, cuando un grupo de búsqueda de tres hombres llega afuera de la taberna buscando a Dave y Tony. Rick intenta fingir defensa propia, pero el grupo de búsqueda se niega a aceptarlo, lo que lleva a un enfrentamiento. El grupo de Rick escapa por la parte trasera de la taberna, y Rick le dice a Hershel que cubra a Glenn mientras él corre hacia el auto. Un hombre llamado Sean (Keedar Whittle), que era parte del grupo, se acerca sigilosamente detrás de Glenn e intenta dispararle. Hershel dispara y hiere a Sean, quien comienza a gritar de dolor. Rick le pregunta a Hershel qué pasó y él dice que cree que Glenn fue atacado. Rick descubre que Glenn está congelado detrás de un contenedor de basura. Los caminantes comienzan a devorar a Sean y lo dan por muerto. Los disparos entre los grupos atraen a una horda cercana de caminantes. Los atacantes cesan el fuego e intentan escapar, pero uno, Randall (Michael Zegen), termina empalando su pierna en una cerca. El grupo de Rick decide salvar a Randall arrancándolo de la valla.
Le vendan los ojos a Randall y regresan a la granja. Hershel opera inmediatamente para salvar la pierna de Randall, pero afirma que sufrió daño en los nervios y no podrá caminar durante una semana. La decisión de Rick de regresar con Randall se enfrenta al escepticismo de Shane, quien cree que es una decisión arriesgada. Rick dice que una vez que Randall esté lo suficientemente bien, lo liberarán lo suficientemente lejos de la granja para mantener su ubicación desconocida; Hershel respalda este plan y le dice a Shane que el grupo de Rick tendrá que abandonar la granja si hacen lo contrario. Glenn intenta distanciarse de Maggie y le dice que su relación le hizo perder la concentración durante el tiroteo en la ciudad.
Dale Horvath continúa preguntando a los demás sobre Shane y se sorprende de que Andrea parezca estar del lado de Shane y que Rick se haya negado a aceptar la realidad de la situación. Lori habla con Rick sobre lo que Dale le ha dicho sobre Shane, incluidas las amenazas que le hizo a Dale y su participación en la muerte de Otis. También le dice a Rick que Shane cree que su hijo es de Shane y que su aventura no fue un error. Lori advierte a Rick que Shane es peligroso.

## Recepción

### Respuesta Crítica
Zack Handlen escribiendo para The A.V. Club calificó el episodio B en una escala de A a F. Eric Goldman en IGN dio el episodio 8.5 de 10.

### Índice de audiencia
Tras su emisión inicial el 19 de febrero de 2012, "Triggerfinger" fue visto por 6.89 millones de espectadores estimados, desde el episodio anterior que alcanzó los 8,10 millones de espectadores.